# 林志展
林志展（1965年11月28日—），臺灣政治人物，民主進步黨成員，現任台南市議會副議長，臺南市議會第2至4屆市議員。

## 從政經歷
2014年，林志展首次當選台南市議員，為同年台南市議長李全教賄選案秘密證人。
2022年代表民進黨角逐臺南市議會副議長，順利擊敗國民黨支持的林燕祝而當選。

2023年1月3日，台南市正副議長選舉賄選的傳言不斷，台南地檢署指揮檢調，大規模搜索台南市正副議長邱莉莉、林志展，以及跑票的前國民黨議員李鎮國、張世賢及李文俊還有其他關係人的住處及服務處，共9人被傳喚到案，漏夜訊問後，正副議長邱莉莉、林志展分別以50萬元、20萬元交保，民進黨前中執委郭再欽、曾任市議會無黨聯盟顧問團長的楊志強，則被檢方聲請羈押，其他人則分別以10萬到25萬元交保。3月3日，檢方以涉嫌違反公職人員選罷法起訴議長邱莉莉、副議長林志展等10人。2024年4月29日，台南地方法院以舉證不足，一審判決林志展等全部被告無罪。
2024年5月28日，台南地檢署就一審判決提出上訴。

## 外部連結
- 臺南市議會議員資訊網-副議長林志展 （页面存档备份，存于）
- 林志展的Facebook專頁